# Estat d'Oyo
|  | Aquest article tracta sobre . Si cerqueu l'antic regne, vegeu «Imperi d'Oyo». |

Oyo és un dels estats de Nigèria al sud-oest del país. També té aquest nom una de les seves ciutats, però la capital és Ibadan. L'estat Oyo limita al sud i a l'est amb l'estat d'Ogun, al nord amb l'estat de Kwara, i a l'oest amb Benín. L'estat d'Oyo va ser creat el 3 de febrer de 1976 després de la divisió de l'Estat Occidental en tres estats. El 27 d'agost de 1991 la part est de l'estat es va separar d'aquest, formant l'estat d'Osun.
Té una extensió de 37.705 km². La població al cens del 2006 era de 5.580.894 habitants amb una estimació pel 2011 de 6.615.100 habitants.
La majoria dels habitants són iorubes amb els subgrups dels oyos, oke-oguns, ibadanis i ibarapes. Parlen la llengua ioruba en les seves variants dialectals. La religió predominant de la població és el cristianisme.
Les principals ciutat a més de la capital Ibadan, són: Ọyọ, Ogbomọsọ, Isẹyin, kishi, Okeho, Saki, Eruwa, Lanlate, Oje-Owode, Sepeteri, Ilora, Awe, Ilero, Igbeti, Igboho, Igbo-Ora, Lalupon i Otu.
Els principals rius són: Ogun, Oba, Oyan, Otin, Ofiki, Sasa, Oni, Erinle i Osun. És important l'Oyo National Park.
L'Estat està dividit en 32 Àrees de Govern Local: Afijo, Akinyele, Egbeda, Ibadan Central, Ibadan North-East, Ibadan South-West, Ibadan South-East, Ibarapa, Ido, Ifedapo, Ifeloju, Irepo, Iseyin, Kajola, Lagelu, Ogbomosho North, Ogbomosho South, Oyo West, Atiba, Atigbo, Saki East, Itesiwaju, Iwajowa, Ibarapa North, Iyamapo/Olorunsogo, Oluyole, Ogo-Oluwa, Surulere, Orelope, Orire, Oyo y Ona-Ara.